# Eduard Henning
Pour les articles homonymes, voir Henning.
Eduard Hermann Eugen Henning, né le 1812 à Königsberg et mort le 18 mai 1860 à Thorn, est un juriste et homme politique prussien, membre du Parlement de Francfort en 1848. 

## Biographie
Fils d'un conseiller de justice (Justizrat), Henning est né en 1812 à Königsberg dans la province de Prusse-Orientale. Après avoir étudié le droit à Königsberg puis Berlin de 1830 à 1833, il devient en 1841 commissaire de justice. Plus tard, il exerce également la profession de notaire à Thorn, dans le district de Marienwerder, où il est membre et directeur du conseil municipal de 1851 à 1855. 
En 1848, il est élu député au Parlement de Francfort dans la 24e circonscription de la province de Prusse, représentant l'arrondissement de Thorn (de). Il prend ses fonctions le 18 mai et rejoint d'abord la fraction Casino (centre-droit), puis la fraction Landsberg (centre). Il quitte cependant l'assemblée le 2 novembre, remplacé par Julius Theodor Engel. 
Henning meurt le 18 mai 1860 à Thorn.